# Кангулово
Кангулово (баш. Ҡанғол) — деревня в Калтасинском районе Республики Башкортостан Российской Федерации. Входит в состав Амзибашевского сельсовета.

## География
Деревня находится на берегу реки Берёзовка.

### Географическое положение
Расстояние до:
- районного центра (Калтасы): 29 км,
- центра сельсовета (Амзибаш): 10 км,
- ближайшей ж/д станции (Янаул): 79 км.

## Население
| 2002 | 2009 | 2010 |
| ---- | ---- | ---- |
| 22   | ↘21  | ↘14  |

### Национальный состав
Согласно переписи 2002 года, преобладающая национальность — марийцы (95 %).